# Католицизм в Лихтенштейне
Римско-католическая церковь в Лихтенштейне является частью Вселенской Католической церкви под духовным руководством папы римского и Римской курии.
Католическая церковь в Лихтенштейне долгое время была частью швейцарской епархии Кура. 2 декабря 1997 года для территории Княжества Лихтенштейн была учреждена собственная архиепархия Вадуца, во главе которой был поставлен первый архиепископ Вольфганг Хаас. В этом можно узнать существующую в Католической церкви тенденцию унификации церковных и политических границ. Вместе с этим архиепископ Хаас отметил необходимость самостоятельности церкви и государства, которая не исключает плодотворное сотрудничество обеих сторон.
25 362 из 32 863 жителей (77,2 %) исповедуют католицизм. Они относятся к 11 приходам, территория которых охватывает 160 км². В них служат 19 епархиальных священников и 12 священников-ординаторов. Также в архиепархии проживают 66 монахинь.
Католический праздник Вознесения Девы Марии является государственным праздником. Римско-католическая церковь, согласно части 2 статьи 37 Конституции, является государственной церковью.